# Barletta
Barletta es una ciudad del sur de Italia, en la región de Apulia, provincia de Barletta-Andria-Trani. Tiene unos 95 000 habitantes y está situada a la orilla del mar Adriático, en el valle del río Ofanto.  
Barletta cuenta con numerosas iglesias de estilo románico, algunas de las cuales con influencias góticas. Las más interesantes son la Catedral, San Sepolcro y Sant'Andrea. En la ciudad hay también palacetes de estilo modernista y el interesante Palazzo della Marra de estilo barroco. Uno de los símbolos de la ciudad es la estatua de bronce de unos 5 metros de altura que representa a un militar de finales del Imperio Romano.

## Historia
En su territorio se encuentra el sitio arqueológico de Canne della Battaglia, donde se desarrolló la batalla de Cannas.
La ciudad es famosa por haber sido teatro del Desafío de Barletta (1503). En el casco antiguo de la ciudad, se puede visitar la cantina della disfida, lugar en el que se originó la famosa Disfida di Barletta.
Al finalizar la guerra de Nápoles en 1504, quedó en manos españolas. Siendo en 1528 saqueada por las tropas francesas de Odet de Cominges, durante la guerra de la Liga de Cognac.

## Demografía
| Gráfica de evolución demográfica de Barletta entre 1861 y 2001 |
|                                                                |
| Fuente ISTAT - elaboración gráfica de Wikipedia                |